# Service social autrichien à l'étranger
Le Service autrichien à l'étranger est une organisation sans but lucratif qui a été fondée en 1998 par l'historien Andreas Maislinger. Il offre la possibilité de remplacer le service civil en Autriche par un service de 12 mois dans un pays étranger. Ce service à l’étranger est possible depuis 1992. Il est également issu d’une initiative du Dr Maislinger et peut s'exercer dans trois domaines différents : le service social, le service autrichien en mémoire de l'holocauste et le service de paix. 
Le service social sert au développement social et économique d’un pays et peut être effectué en plusieurs lieux. Le service autrichien à l’étranger est en coopération avec 32 organisations partenaires, qui ont ensemble 69 postes (2004) dans le domaine du service social et compte donc comme le plus grand support du service autrichien à l’étranger en Autriche. Ces organisations partenaires se situent dans 22 États et 4 continents différents et ont de différentes fonctions et buts. 
À ces postes appartiennent : des projets avec des enfants de la rue, des projets d’éducation et les villages d’enfants. Des postes pour la médicalisation des personnes âgées et/ou invalides, et l’aide pour l’intégration des homosexuelles. En outre il y a aussi des projets écologistes et/ou pour le développement des pays du tiers monde. 